# Roberta Carrieri
Roberta Carrieri (...) è una cantautrice e attrice italiana.

## Biografia
Ha iniziato a cantare nel 1989 in un gruppo folk irlandese/scozzese, i Mc&O, diventati poi Folkabbestia.
Nel 1996 lavora come attrice per il Teatro Kismet OperA di Bari e successivamente con la compagnia teatrale La luna nel letto.
Sempre in quell'anno è cantante nei Funambolici Vargas con i quali partecipa alla 23ª edizione del Premio Tenco.
Nel 1997 insieme a Fabrizio Panza fonda i Quarta Parete, gruppo rock in bilico fra musica e teatro. Sarà cantante, autrice e performer del gruppo. Con loro vince Arezzo Wave (1999) e due edizioni del Premio Recanati (1997 e 2003).
A marzo del 2001 si trasferisce a Milano per intraprendere la carriera da solista. In quell'anno è tra i vincitori del Festival Nazionale Cantautori.
Nel 2003 ottiene come autrice del brano Angelo bianco dagli occhi cerchiati il Premio Grinzane Cavour come miglior testo letterario al Premio Recanati.
Nel 2005 è tra i vincitori dei premi "Primo maggio tutto l'anno" e "L'Artista che non c'era" (quest'ultimo organizzato dalla rivista specializzata in musica d'autore italiana L'isola che non c'era).
Dal settembre 2006 sarà anche la voce dei Fiamma Fumana, gruppo musicale italiano attivo soprattutto negli Stati Uniti d'America, in Canada e nei paesi nordeuropei. Con loro e con il Coro delle Mondine di Novi partecipa al film documentario Di madre in figlia prodotto da Davide Ferrario (presentato in anteprima al Toronto Film Festival nel 2008 e poi al Torino Film Festival).
Nel 2009 esce il suo primo album da solista intitolato Dico a tutti così (X-Beat/Goodfellas). Molti gli ospiti nel disco, tra i quali Cesare Basile, Rodrigo D’Erasmo (Afterhours), Davide Toffolo (Tre Allegri Ragazzi Morti) e Mauro Ermanno Giovanardi (La Crus). Il brano Angolino fa parte della colonna sonora del film Sguardo da uomo (2010) di Federico Rizzo.
Diverse sono le sue collaborazioni. Da segnalare la partecipazione al disco  Maledette Canzoni (Carosello/Warner, 2006) di Giangilberto Monti, quella in L'amore che non si può dire di Angelo Ruggiero, la partecipazione con la sua versione di Labbra Blu a Il dono, tributo ai Diaframma (prodotto da Federico Fiumani), quella con la sua versione di Morna in rAccol(i) ta dei Rancorosi, tributo a Vinicio Capossela e la performance di interazione fra disegno e musica con il disegnatore Davide Toffolo (leader del gruppo Tre Allegri Ragazzi Morti) dal titolo Tres!.
Nel 2011 collabora ai brani di Davide Van De Sfroos Dove non basta il mare e Blues di Santa Rosa (presenti nell'album Yanez). Inoltre accompagna sul palco Davide Van de Sfroos, suonando e cantando durante i concerti del Yanez Tour.
A luglio 2012 partecipa al Festival di Avignon Off in Francia per la rassegna “Voci, Italiens d'exportation” con ospite Peppe Voltarelli.
Nel marzo 2013 esce il suo secondo lavoro discografico dal titolo Relazione Complicata, un concept ispirato al libro Donne che amano troppo della psicoterapeuta americana Robin Norwood, in cui il tema delle dipendenze affettive viene affrontato con leggerezza e ironia. Il “Tour delle Relazioni complicate” oltre all' Italia, viene proposto in Francia, Germania, Irlanda, Scozia, Belgio e Grecia.
Nel 2016 esce Canzoni su commissione (Adesiva Discografica, Self), anche questo un concept album nato da un esperimento di scrittura. Si tratta infatti di canzoni scritte su storie e temi di altri. Tra i committenti Simone Cristicchi, Andy Fluon-Bluvertigo, Michele Mozzati, Leonardo Coen.
Il tour che segue questa terza uscita discografica prevede, oltre ai nuovi brani, una scelta tra le migliori canzoni degli album precedenti. Per l’occasione propone con Andy dei Bluvertigo il “Meraviglioso duetto” col quale rivisita in chiave elettronica le sue canzoni per un breve tour.
Roberta Carrieri ha modo di esplorare altri tipi di creatività: si appassiona all’arte del ventriloquismo creando dei personaggi femminili autoironici con i suoi pupazzi alter-ego. Scrive per altri, tra cui una sigla per la serie televisiva Volontario Involontario su mtv.it e corriere.it, e la canzone Fra parentesi per un video di cui è testimonial Filippa Lagerback. Compone poi le canzoni per lo spettacolo Cabaret Sacco e Vanzetti del Teatro dei Borgia. Propone un format di instant songs improvvisate sui commenti delle dirette sui social e porta live questo esperimento multimediale proiettando le dirette per un pubblico in presenza che interagisce con lei attraverso gli smartphone. Scrive le canzoni per lo spettacolo teatrale di Franco Trentalance Il sesso e la ricerca della felicità. Partecipa sul palco accanto a Nino Frassica cantando jingle pubblicitari degli anni '80 come fossero canzoni d’autore.
Partecipa con la stessa idea a serate di cabaret con i comici di Zelig e torna allo Zelig stesso con uno spettacolo di sole donne suonando e cantando le sue canzoni più ironiche, accompagnata dai suoi pupazzi da ventriloqua.
Nel 2019 inizia la collaborazione con Moni Ovadia per lo spettacolo Romiosini, Grecità nel quale oltre a suonare e cantare canzoni classiche greche, duetta con un nuovo pupazzo, Koùklamu, fatto costruire appositamente dal costruttore di Uan di Bim Bum Bam, Enrico Valenti. Produce con Moka Music la canzone Solo quello che mi piace, una sorta di “Trap d’autore” che parli a più generazioni. Nel video della canzone partecipa anche Maccio Capatonda che interpreta il ruolo del marito.
Nel 2020, durante la pandemia, scrive e produce lo spettacolo “Io e le mie amiche-uno stand up concert con pupazzi”.
Produce negli stessi anni 3 nuovi singoli con relativi videoclip.
“Il blues della casalinga” (video girato da sola con un selfie stick durante il primo lockdown)
“Na ‘moun-acqua che brucia”, scritto a due mani col cantautore greco Nikos Stratakis.
2022 “Si agita” scritto a partire da una bozza donatale da Van de Sfroos.
Esce la seconda canzone in collaborazione col cantautore greco Nikos Stratakis “Ciao ciao, φίλε μου” prodotta dallo stesso Stratakis.
Sempre nello stesso anno collabora con la produttrice inglese Ixindamix (già Spiral Tribe) con due brani techno "Mi piace la pizza" e "Non so mai".
Nel 2023 esce il singolo con relativo video “Guardami”, una canzone che racconta di una madre anaffettiva.

## Discografia

### Album
- 1998 Canzoniere Copernicano (Funambolici Vargas)
- 1999 La favola di Bellafronte e altre storie (Gruppo Terrae)
- 1999 Quarta Parete (Quarta Parete)
- 2001 Labile (Quarta Parete)
- 2002 Corrente (Quarta Parete)

#### Solista
- 2009 Dico a tutti così (Roberta Carrieri)
- 2013 Relazione complicata (Self)
- 2016 Canzoni su commissione[2]

### Singoli
- 2016 Fra Parentesi Roberta Carrieri featuring Filippa Lagerback
- 2019 Solo Quello che mi Piace" (Prod. Philip Abussi, Mokamusic)
- 2020 Νίκος Στρατάκης & Roberta Carrieri Να 'μουν - Acqua che brucia
- 2020 Il blues della casalinga
- 2021 Si agita
- 2022 Ciao ciao φίλε μου - Roberta Carrieri & Νίκος Στρατάκης
- 2022 Mi piace la pizza - Ixindamix featuring Roberta Carrieri

## Filmografia
- Bell'epoker, regia di Nico Cirasola (2003)
- Di Madre in Figlia, regia di Davide Ferrario (2008)